# New Hartford (Nueva York)
New Hartford es un pueblo ubicado en el condado de Oneida en el estado estadounidense de Nueva York. En el año 2000 tenía una población de 21,172 habitantes y una densidad poblacional de 322 personas por km².

## Geografía
New Hartford se encuentra ubicado en las coordenadas 43°4′9″N 75°17′18″O / 43.06917, -75.28833.

## Demografía
Según la Oficina del Censo en 2000 los ingresos medios por hogar en la localidad eran de $45,991 y los ingresos medios por familia eran $60,843. Los hombres tenían unos ingresos medios de $40,046 frente a los $28,532 para las mujeres. La renta per cápita para la localidad era de $26,528. Alrededor del 5% de la población estaban por debajo del umbral de pobreza.